# 虎尾建國眷村

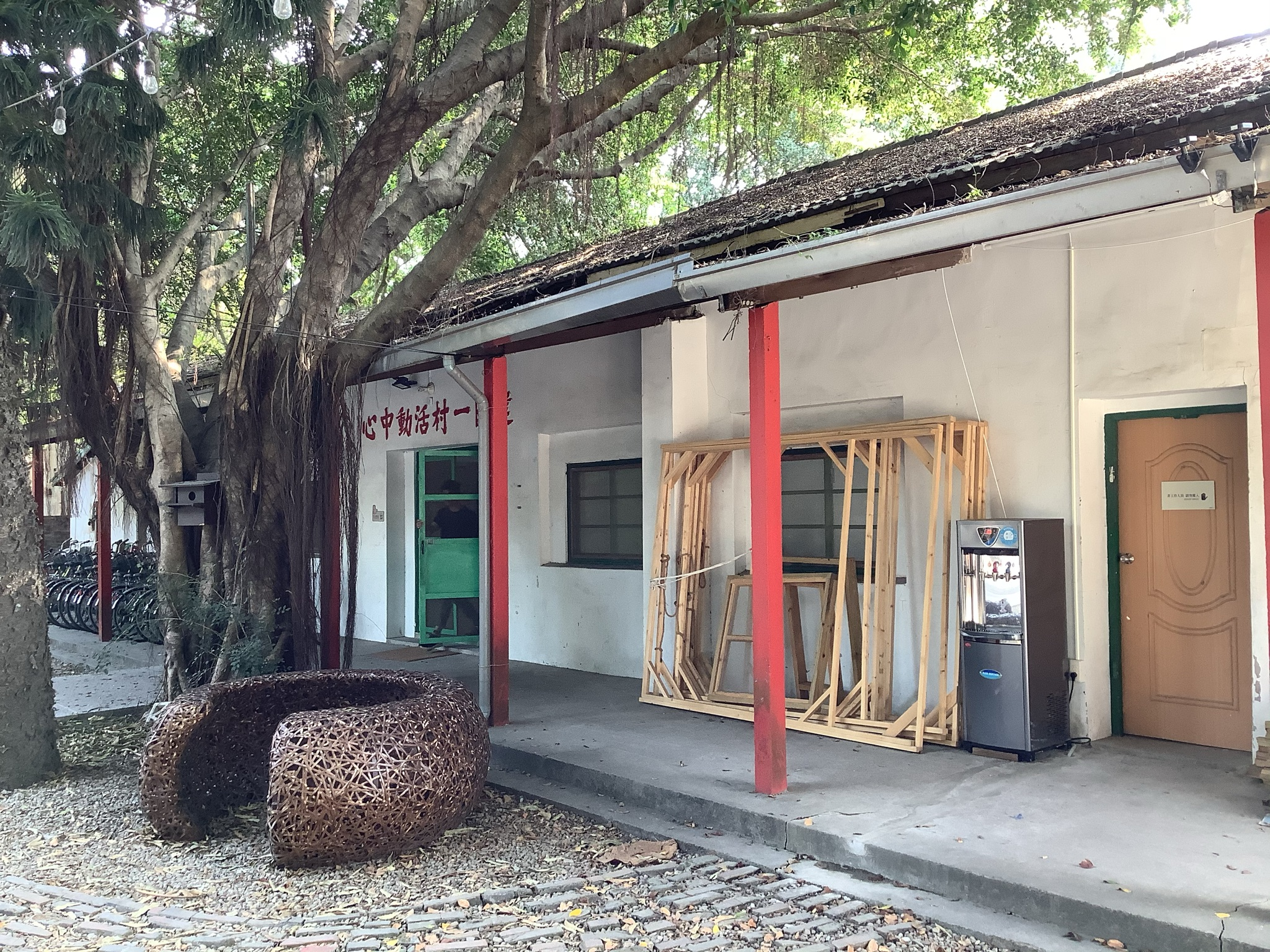
虎尾建國眷村活動中心，攝於虎尾建國一村。

虎尾建國眷村，為雲林縣虎尾鎮建國一村、二村、三村、四村等軍眷聚落的統稱，鄰近已廢棄的虎尾空軍基地，為全臺灣唯一留存的農村型眷村，也是臺灣少數的日遺眷村。行政區劃上原屬北溪、廉使兩里，後獨立設建國里。2015年6月登錄為雲林縣有形文化資產，屬於聚落建築群。
虎尾建國眷村日治時期為神風特攻隊訓練基地，建國一、二村面積近30公頃，房舍有數十棟。

## 歷史
虎尾建國眷村一帶於19世紀清朝統治時期，原為漢人移民聚落後壁寮、竹圍子、吳厝。太平洋戰爭期間，日本帝國政府因應日軍急需軍人投入戰場之情況，在附近興建空軍基地，1939年選擇於虎尾尾寮(今興中里)籌建虎尾飛行場，機場性質隸屬海軍航空戰備機場，用於訓練海軍航空飛行隊員，1943年於虎尾後壁寮、竹圍仔、吳厝、北溪厝東北區域興建兵舍，原後壁寮作為航空隊本部，吳厝作為特攻龍虎隊本部，竹圍子及吳厝北部旱地則做為學員區。
戰後兵舍由國民政府接收成為空軍眷村——建國眷村，即為虎尾建國一村至四村的區域，上述後壁寮航空隊本部改為建國一村，竹圍子學員區域改為建國二村，吳厝特攻龍虎隊本部改為建國三村，吳厝北部旱地學員區為建國四村。空軍眷村隨著虎尾飛行場戰後成為虎尾空軍基地的功能不同，而有不同的軍人及軍眷入住。原於行政上分屬虎尾鎮廉使里、北溪里，1970年四部眷村獨立分拆劃設「建國里」。1986年韋恩颱風破壞建國三村、四村，多數眷戶遷北港國宅或廉使里建國新城。1988年建國四村被徵收，1990年代虎尾建國三、四村拆除，建國三村僅剩雲林縣虎尾鎮拯民國民小學、建國四村興建雲林第二監獄。2004年廢止虎尾空軍基地，次年因通過《國軍眷村改建條例》，隨著眷二代出外發展與眷改條例的施行，建國眷村於2006年最後一戶人家遷離。
隨著2006年因應政策最後一戶人家的遷離，2009年由曾任中華民國社區營造學會理事長的高丹華發起虎尾眷村保存運動，敦促眷村居民務必積極成立協會，全力爭取虎尾建國眷村的保存及整理文史資料，後期民間提報虎尾建國眷村，在民間與政府單位的爭取下，虎尾建國一、二村終於2015年登錄成為縣定聚落，隔年2016年成為文化部文化政策再造歷史現場中區營造點，雲林縣政府文化觀光處因應虎尾建國眷村人文歷史建構、人文歷史研究轉化運用、文化保存推廣以及文化據點之籌畫推行「虎尾眷村在造歷史現場軟體培育及營運計畫—眷村文化客廳養成計畫」。

## 聚落建築
虎尾建國眷村為建國一村、建國二村、建國三村及建國四村的統稱。國民政府接收後，建國一村的建築物，以天干編號記為甲棟、乙棟、丙棟等。
建國二村以老、新區分建物興建時期，建國三、四村則以英文命名。

## 意象關鍵字
虎尾建國眷村的意象元素或關鍵字應可分為「景觀類」以及「記憶類」，景觀類屬於老照片中時常出現的眷村場景、記憶類則是引起眷村居民共鳴的關鍵用語。

### 景觀類
從老照片中可看出眷村的景觀意象重複出現場景，包含「磚造日遺兵舍」、「防空洞」、「甘蔗板」、「院落」、「田園與軌道景觀」，「磚造日遺兵舍」為眷戶的日常生活空間，可從不同時期的照片看到眷村增改建的情況；「防空洞」雖在口述歷史中較少出現，但可於眷戶的照片中見到防空洞出現於背景的場景，證明著虎尾眷村多元歷史痕跡；「甘蔗板」則為眷戶內部隔間使用，透過照片可看到當初的生活場景，屬於建國眷村的特殊地景；「院落」則為虎尾建國眷村的重點特色，由於虎尾建國眷村位於腹地廣大的農村中，因此眷戶可自行開發院落空間用於副業或種植；「田園與軌道景觀」為虎尾建國眷村老照片中常見元素，可凸顯虎尾建國眷村身為農村型眷村的特色，同時也與虎尾糖廠有密不可分的關係。

### 記憶類
眷民口述中可分為幾大部分「戰爭歲月」、「撤退來台」、「機場工作」、「家庭副業」，三大關鍵字可引起共鳴「機場」、「副業」、「四川話」，「機場」所指為「虎尾空軍地」、「虎尾機場」，由於虎尾眷村居住空軍軍人，眷一代於機場上班、眷二代看著父親於機場工作，機場與眷村生活密不可分，通常會運用「初級班」、「訓練中心」二詞來區分不同年代的空軍基地功能；虎尾眷村的眷戶大多皆有「副業」來維持家庭生活開銷，除了種植經濟作物、飼養家禽家畜外，許多眷村母親也會前往附近工廠工作，因此副業也是眷村生活的關鍵字，但虎尾建國眷村運用廣大腹地搭建雞舍、種植蔬果以及圍地做為自家院落仍為較特殊的景觀與眷村生活模式；「四川話」是全台空軍眷村皆會使用的腔調，源自於抗日戰爭時期，空軍軍人於重慶訓練與抗戰，因而學習四川話，也因此呈現虎尾建國眷村將故鄉「方言」夾雜「四川話」的講話模式，除了虎尾建國眷村外，全台空軍眷村皆有方言夾雜四川話的講話模式。